# George Strother
George French Strother (*  1783 in Stevensburg, Culpeper County, Virginia; † 28. November 1840 in St. Louis, Missouri) war ein US-amerikanischer Politiker. Zwischen 1817 und 1820 vertrat er den Bundesstaat Virginia im US-Repräsentantenhaus.

## Werdegang
George Strother besuchte nach der Grundschule das College of William & Mary in Williamsburg. Nach einem Jurastudium und seiner Zulassung als Rechtsanwalt begann er in Culpeper in diesem Beruf zu arbeiten. Gleichzeitig schlug er als Mitglied der Demokratisch-Republikanischen Partei eine politische Laufbahn ein. Zwischen 1806 und 1809 saß er im Abgeordnetenhaus von Virginia. Bei den Kongresswahlen des Jahres 1816 wurde Strother im zehnten Wahlbezirk von Virginia in das US-Repräsentantenhaus in Washington, D.C. gewählt, wo er am 4. März 1817 die Nachfolge von Aylett Hawes antrat. Nach einer Wiederwahl konnte er bis zu seinem Rücktritt am 10. Februar 1820 im Kongress verbleiben.
Nach dem Ende seiner Zeit im US-Repräsentantenhaus zog Strother nach St. Louis, wo er für die Steuerbehörde als Receiver of Public Money arbeitete. Dort ist er am 28. November 1840 auch verstorben. Er war der Vater des Kongressabgeordneten James F. Strother (1811–1860) und der Urgroßvater von James F. Strother (1868–1930), der den Staat West Virginia im US-Repräsentantenhaus vertrat.